# Michal Gučík
Michal Gučík (* 28. srpna 1962, Nitra) je slovenský herec, podnikatel a lobbista. Od 29. prosince 2010 do 27. března 2012 byl generálním ředitelem zpravodajské televize TA3.
V roce 2020 lobboval u Richarda Sulíka za ustanovení Maroše Žilinky za generálního prokurátora.

## Filmografie
- 1980: Toto leto doma (Dušan)
- 1981: Vták nociar (mladík)
- 1983: Hořký podzim s vůní manga (Švéd Erik)
- 1983: Výlet do mladosti (Gusto)
- 1984: Kráľ Drozdia brada (kupec)
- 1984: Na druhom brehu sloboda (Peter)
- 1988: Piloti (ppor. Martin Gabriel)
- 1991: Tajomstvo alchymistu Storitza (Marc Vidal)
- 1992: Pozemský nepokoj (Henry)
- 1994: Vášnivé známosti (povídka Verný sluha – The Faithful Manservant)
- 2003: Zostane to medzi nami (operní pěvec)